# Rhapsody in Blue (film)

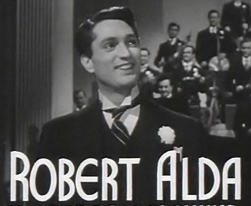
Robert Alda i Rhapsody in blue

Rhapsody in Blue är en amerikansk fiktiv biografisk film om den amerikanska kompositören och musikern George Gershwin från 1945 i regi av Irving Rapper. I huvudrollerna ses Robert Alda, Joan Leslie och Alexis Smith.

## Rollista i urval
- Robert Alda - George Gershwin
- Joan Leslie - Julie Adams
- Alexis Smith - Christine Gilbert
- Charles Coburn - Max Dreyfus
- Julie Bishop - Lee Gershwin
- Albert Bassermann - Prof. Franck
- Morris Carnovsky - Poppa Morris Gershwin
- Rosemary DeCamp - Momma Rose Gershwin
- Oscar Levant - sig själv
- Paul Whiteman - sig själv
- Al Jolson - sig själv
- George White - sig själv
- Hazel Scott - sig själv
- Anne Brown - sig själv som Bess i 'Porgy och Bess' scen
- Herbert Rudley - Ira Gershwin

## Musik i filmen
- "Embraceable You", musik av George Gershwin, text av Ira Gershwin, framförd av Joan Leslie (dubbad av Sally Sweetland)
- "Swanee", musik av George Gershwin, text av Irving Caesar, framförd av Al Jolson
- "Rhapsody in Blue", musik av George Gershwin, framförd av Robert Alda (dubbad av Ray Turner)
- "Summertime", musik av George Gershwin, text av DuBose Heyward, framförd av Anne Brown och kör
- "The Man I Love", musik av George Gershwin, text av Ira Gershwin, framförd av Hazel Scott
- "An American in Paris", musik av George Gershwin
- "I Got Rhythm", musik av George Gershwin, text av Ira Gershwin, framförd av Hazel Scott
- "'S Wonderful", musik av George Gershwin, text av Ira Gershwin, framförd av kör
- "(I'll Build a) Stairway to Paradise", musik av George Gershwin, text av Buddy G. DeSylva och Ira Gershwin, framförd av kör
- "Oh, Lady Be Good", musik av George Gershwin, text av Ira Gershwin, framförd av kör
- "Someone to Watch Over Me", musik av George Gershwin, text av Ira Gershwin, instrumental
- "Liza (All the Clouds'll Roll Away)", musik av George Gershwin, text av Ira Gershwin och Gus Kahn